# Dicliptera grandiflora
Dicliptera grandiflora är en akantusväxtart som beskrevs av Alexander Gilli. Dicliptera grandiflora ingår i släktet Dicliptera och familjen akantusväxter. Inga underarter finns listade i Catalogue of Life.